# Roque López
Roque López Duarte Máyquez (Era Alta, Murcia, 12 de agosto de 1747 – Murcia, Región de Murcia, 14 de octubre de 1811) fue un escultor español.

## Biografía
Comenzó a trabajar muy joven en el taller de Francisco Salzillo, de quien sería uno de sus más destacados discípulos, continuando con el estilo salzillesco y su escuela.
En 28 años de trabajo, adquirió gran fama y recibió encargos de numerosos municipios del Reino de Murcia y áreas limítrofes, que servirían para decorar iglesias, conventos y casas particulares. Su obra consta de unas 500 esculturas, casi todas religiosas.
Falleció el 14 de octubre de 1811, en Murcia, contando con 64 años.

## Catálogo de sus Obras

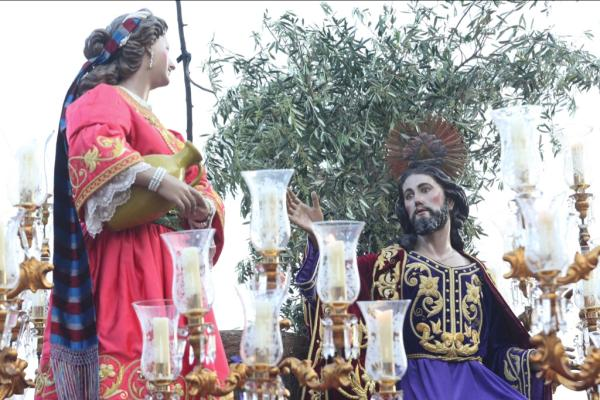
Detalle del paso de la conversión de la Samaritana (1799) obra de Roque López para la Archicofradía de la Sangre de Murcia (Los Coloraos).

- San Antonio de Padua. Convento de las Puras. Almería. 1770.[1]
- San Miguel Arcángel derrotando al demonio. Parroquia de Nuestra Señora de la Asunción. Huércal-Overa. 1803.[1]
- Dolorosa (Águilas, Murcia)
- Nuestro Padre Jesús Nazareno (Alatoz, Albacete)
- Dolorosa (Alatoz, Albacete)
- San Juan (Alguazas, Murcia)
- San Pascual Bailón (Convento de Franciscanos, Almansa)
- Virgen de los Dolores (Beniaján, Murcia)
- Virgen del Primer Dolor. Parroquia de la Encarnación. Cuevas del Almanzora. Destruida en 1936 y reemplazada por una réplica de Sánchez Rota.[1]

- Cristo de la Paciencia. Iglesia del Monasterio de la Santísima Trinidad en su antigua ubicación. Baza, Granada. Destruida en 1936.

- San Pascual Baylón (Dolores, Alicante)
- San Antón (la cabeza esculpida por Francisco Salzillo) (Dolores, Alicante)
- Virgen de los Dolores (Era Alta, Murcia)
- Niño Jesús de Nuestra señora del Rosario (Era Alta, Murcia)
- San Antonio de Padua (Higueruela, Albacete).
- Cristo Resucitado (Lorca, Murcia)
- San José con el Niño (Lorca)
- Cristo del Perdón (Lorca)
- Santa Cecilia (Convento de las Agustinas del Corpus Christi, Murcia)
- San Pablo de Atenas o San Pablo Ermitaño (Murcia)
- El paso de la Samaritana y la Dolorosa para Los Coloraos (Murcia)

- San Juan Evangelista para la Cofradía de la Salud (Murcia)
- San Pedro de Alcántara. (Murcia)
- San José con el Niño (Murcia)
- Jesús Nazareno del Bailío. Cofradía de la Misericordia (Murcia).
- San Fulgencio. (Pozo Estrecho, Cartagena).
- Virgen de los Dolores (atribuida). Parroquia de Santa María. Somontín.[1]
- Jesús Nazareno. Sorbas. Destruido en 1936, solo se conserva un pie.[1]
- Ntra. Sra. del Rosario (Sucina, Murcia)
- Virgen de los Remedios (Torreagüera,Murcia)
- San Judas Tadeo. Parroquia de Nuestra Señora de la Encarnación. Vélez-Rubio.[1]
- Niño Jesús. Iglesia de Santa Catalina. Caudete.